# Waldemar Petersen
Waldemar Petersen (* 10. Juni 1880 in Athen; † 27. Februar 1946 in Darmstadt) war ein deutscher Professor für Elektrotechnik und Unternehmer und erfand die nach ihm benannte Petersenspule zur Erdschlusskompensation.

## Leben
Waldemar Petersen war der älteste Sohn des lutherischen Pfarrers und Hofpredigers Waldemar Petersen. Seine jüngeren Brüder waren Hans Petersen und Wilhelm Petersen. 1891 siedelte die inzwischen siebenköpfige Familie von Athen nach Mainz und ein Jahr später nach Darmstadt. Nach dem Abitur am Ludwig-Georgs-Gymnasium in Darmstadt studierte Petersen ab dem Sommersemester 1899 Elektrotechnik an der TH Darmstadt und wurde Mitglied des Corps Rhenania. Sein Studium schloss er 1903 mit Auszeichnung ab. Nach dem einjährigen Militärdienst in der 115. Infanteriedivision in Darmstadt kehrte er an die TH zurück. Im Herbst 1914 nahm er für wenige Wochen am Ersten Weltkrieg teil.

## Wissenschaftler

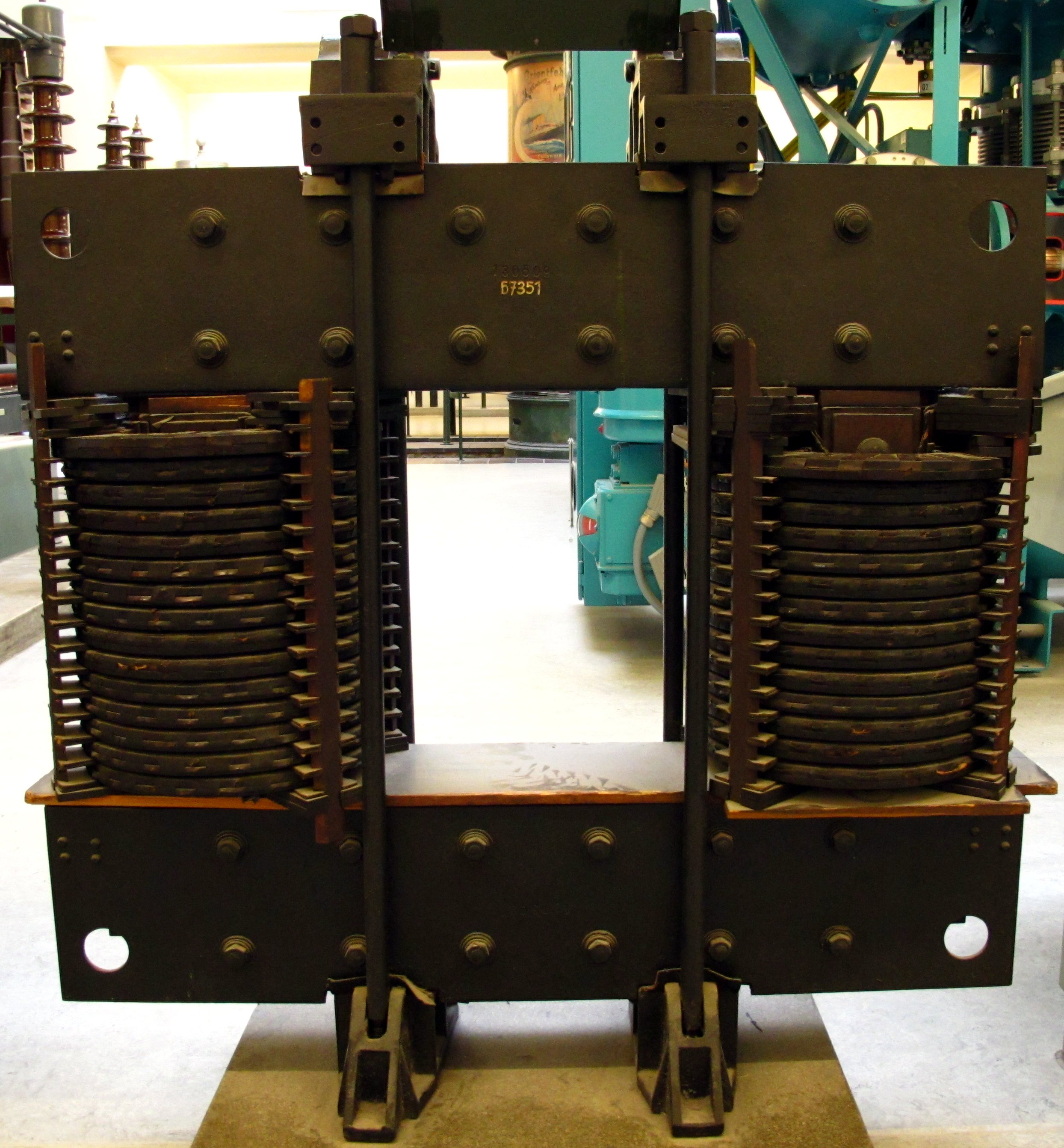
Erdschlusslöschspule von Petersen im Deutschen Museum

Ab 1904 war er wissenschaftlicher Assistent bei Erasmus Kittler an der TH Darmstadt, die 1902 das erste Hochspannungs-Laboratorium für Betriebsspannungen über 50 kV einrichtete. Ein Kollege in dieser Zeit war Leo Pungs. An der TH Darmstadt wurde er 1907 promoviert. Im gleichen Jahr habilitierte sich Petersen. Ab dem Wintersemester 1915/1916 vertrat er den Lehrstuhl seines Lehrers Kittler. Am 1. Oktober 1918 wurde er Nachfolger Kittlers und damit ordentlicher Professor für Elektrotechnik an der TH Darmstadt. Während sein Lehrer noch auf die Gleichstromtechnik setzte, entwickelte Petersen die noch junge Wechselstromtechnik weiter. Petersen hatte bei seinen Vorlesungen eine hohe pädagogische Begabung.
1917 erfand Petersen die nach ihm benannte Löschspule zur Erdschlusskompensation (Petersenspule), deren Original heute im Deutschen Museum in München zu besichtigen ist. 1918 entwickelte er das Wattmetrische Erdschlussrelais. Er verfasste grundlegende Lehrbücher über das neue Gebiet der Hochspannungstechnik. Daher gilt er auch als Begründer der Hochspannungstechnik in Deutschland.
1920/21 war er Dekan der Fakultät für Elektrotechnik. Von Oktober 1921 bis Oktober 1923 war er Rektor der TH Darmstadt. In seine Amtszeit als Rektor fällt u. a. die Einstellung des ersten hauptamtlichen Sportlehrers der TH, Ernst Söllinger, sowie die Eröffnung des Hochschulstadions an der Nieder-Ramstädter Straße.
Bei der Überführung des Leichnams von Albert Leo Schlageter nach Donaueschingen kam der Sonderzug am 9. Juni 1923 gegen 2 Uhr morgens in Darmstadt durch. Im Rahmen dieser zur antirepublikanischen Demonstration stilisierten Aktion hielt Petersen als Rektor der TH eine kurze Ansprache, die in der Folge zu einer heftigen Auseinandersetzung im hessischen Landtag führte. Insbesondere der SPD-Abgeordnete Otto Sturmfels kritisierte Petersen massiv und forderte die Regierung auf, Maßnahmen gegen den Rektor der TH zu ergreifen.

## Unternehmer, Rüstungsmanager und Nationalsozialist
Im März 1926 wurde Petersen in den Vorstand der AEG berufen und 1928, nach dem Tod von Felix Deutsch und dem Ausscheiden von Paul Mamroth aus dem Vorstand, zusammen mit Hermann Bücher und August Elfes (1871–1932) zum Generaldirektor der AEG ernannt. Er forcierte die Gründung des AEG-Forschungsinstituts, das am 1. April 1928 in Berlin eröffnet wurde. Als Leiter hierfür wurde Carl Ramsauer gewonnen.
Petersen trat am 1. November 1933 in Königs Wusterhausen als Anwärter der SA bei. In den nachfolgenden Jahren stieg er in der Karriereleiter sieben weitere Stufen bis zum Obersturmbannführer auf. Nach der Aufhebung der Mitgliedersperre beantragte er am 5. Mai 1937 die Aufnahme in die NSDAP und wurde rückwirkend zum 1. Mai desselben Jahres aufgenommen (Mitgliedsnummer 4.098.181). Ab dem 20. April 1938 bis zum Ende des Zweiten Weltkrieges war er als Wehrwirtschaftsführer tätig. Er war die treibende Kraft bei der Mobilisierung der AEG-Forschung für militärische Anwendungen. Als Wehrwirtschaftsführer hatte er gute Kontakte zum Heereswaffenamt und konnte ab Februar 1935 die Entwicklung der Bildwandlerröhre zum Nachtseher enorm forcieren und im September ein Modell zur Erprobung liefern. Um 1937 entwickelte er Zünder für Magnetminen. In den 1940er Jahren war er eng vernetzt mit dem Reichsministerium für Bewaffnung und Munition. Er leitete verschiedene Kommissionen im Auftrag von Albert Speer bzw. Karl-Otto Saur.
Im Frühjahr 1943 leitete er die Kommission für Fernschießen. Dieser Kommission gehörten u. a. an Emil Leeb, Erhard Milch und Friedrich Fromm. Aufgabe der Kommission war, eine Empfehlung abzugeben, ob die Fieseler Fi 103, sogenannte „V1“, oder das Aggregat 4, sogenannte „V2“, vorrangig produziert werden sollten. Nachdem Petersen Ende 1944 einen Schlaganfall erlitten hatte, wurde die Leitung Walter Dornberger übertragen.
Seine Lehrtätigkeit an der TH Darmstadt behielt Petersen trotz seiner Beurlaubung bis Mitte 1933 bei. In einem Brief an den Rektor der TH teilte er Ende Juni 1933 mit, dass „insbesondere aber die Mitarbeit an den Aufgaben des neuen Reiches“ eine weitere Lehrtätigkeit nicht mehr möglich machen würde.
Waldemar Petersen war von 1931 bis 1940 Vorstandsmitglied des Vereins Deutscher Ingenieure (VDI).

## Persönliches
Petersen war seit Juli 1907 mit der Darmstädter Verlegerstochter Auguste Kichler (1885–1974) verheiratet. Die Ehe blieb kinderlos.
Waldemar Petersen starb am 27. Februar 1946 in Darmstadt an den Folgen eines zweiten Schlaganfalls.
Beide Eheleute wurden auf dem Waldfriedhof Darmstadt begraben.

## Auszeichnungen
- 1929: Ehrenmitglied der Darmstädter Burschenschaft Germania.[3]
- 1929: Dr. rer. pol. e. h. durch die rechts- und staatswissenschaftliche Fakultät der Universität Königsberg.
- 1929: In Hirschegg im Kleinwalsertal erhielt das Sport- und Studienhaus der Technischen Universität Darmstadt bei seiner Einweihung den Namen Waldemar-Petersen-Haus. Seit dem 6. Juni 2015 trägt das Haus den Namen Darmstädter Haus.
- 1929: Ordentliches Mitglied der Preussischen Akademie des Bauwesens in Berlin.
- 1935: Ehrenkreuz für Kriegsteilnehmer.
- 1936: Ehrenzeichen der Technischen Nothilfe mit der Jahreszahl 1919.
- 1938: Ehrenmitglied des Verbandes der Elektrotechnik, Elektronik und Informationstechnik.
- 1939: Komturkreuz I. Klasse mit dem Stern des Sächs.- Ernestinischen Hausordens.
- 1956: In Darmstadt wurde 1956 eine Straße zunächst in der Innenstadt und in den 1960er Jahren am Campus Lichtwiese der TU Darmstadt nach ihm benannt. Im Oktober 2013 wurde diese Straße umbenannt.
- 1959: In Kassel trägt seit 1959 eine Straße seinen Namen.

## Veröffentlichungen
- Eine neue Spannungsregelung: (Mitteilung der Arbeitsweise. Theorie des Reguliervorganges). Dissertation, Darmstadt, 1907.
- Elektrostatische Maschinen. Habilitationsschrift, Stuttgart 1907.
- Hochspannungstechnik. Stuttgart 1911.
- Überströme und Überspannungen in Netzen mit hohem Erdschlussstrom. In: ETZ, 1916, 37. Jg., S. 129–132.
- Forschung und Technik: im Auftrage der Allgemeinen Elektricitäts-Gesellschaft. Berlin 1930.
- Die Elektrotechnik in Darmstadt. In: ETZ, 1936, 57. Jg., S. 602 f.